# Titularbistum Anaea
Anaea (ital.: Anea) ist ein Titularbistum der römisch-katholischen Kirche. 
Es geht zurück auf einen untergegangenen Bischofssitz in der antiken Stadt Anaia, die in der römischen Provinz Asia lag. Der Bischofssitz war der Kirchenprovinz Ephesos zugeordnet.
| Titularbischöfe von Anaea |                                               |                                                           |                   |                 |
| Nr.                       | Name                                          | Amt                                                       | von               | bis             |
| 1                         | William Tibertus McCarty CSsR                 | Weihbischof des US-amerikanischen Militärordinariat (USA) | 2. Januar 1943    | 11. März 1948   |
| 2                         | Alfredo Antonio Francisco Müller y San Martín | Weihbischof in San Cristóbal de la Habana (Kuba)          | 13. März 1948     | 7. April 1961   |
| 3                         | Giovanni Picco                                | Weihbischof in Vercelli (Italien)                         | 15. November 1962 | 14. August 1984 |